# Buck Farmer
George Runie « Buck » Farmer (né le 20 février 1991 à Conyers, Géorgie, États-Unis) est un lanceur droitier des Ligues majeures de baseball jouant avec les Reds de Cincinnati.

## Carrière
Buck Farmer est repêché à trois reprises avant de finalement signer son premier contrat professionnel en 2013 avec les Tigers de Détroit. Brillant lanceur à l'école secondaire, il réussit 22 retraits sur des prises dans un seul match en mars 2008 et impressionne grâce à sa balle courbe. En 2009, il est sélectionné au 46e tour par les Braves d'Atlanta mais, s'il choisit d'aller dans cette ville, c'est plutôt pour s'engager chez les Yellow Jackets de Georgia Tech. Après avoir repoussé l'offre des Brewers de Milwaukee, l'équipe du baseball majeur qui le repêche en 15e ronde en 2012, Farmer s'engage chez les Tigers lorsque ceux-ci en font leur choix de 5e tour en 2013.
Farmer fait ses débuts dans le baseball majeur comme lanceur partant pour Détroit le 13 août 2014. Il passe directement du niveau Double-A des ligues mineures aux majeures, son arrivée étant précipitée par l'absence de Justin Verlander, le lanceur des Tigers qui doit rater au moins un départ en raison de douleurs à l'épaule,. À son premier match, Farmer accorde 4 points mérités en 5 manches et n'est pas un des lanceurs de décision dans un match remporté par les Tigers sur les Pirates de Pittsburgh.